# 마르셀 마르소
마르셀 마르소(프랑스어: Marcel Marceau, 1923년 3월 22일 ~ 2007년 9월 22일)는 프랑스의 마임 배우이며, '광대 비프(Bip the Clown)'라는 무대 인물로 알려져 있다. 젊었을 당시 제2차 세계 대전이 발발해 레지스탕스로 활동했으며, 1944년 파리 해방 이후 3000여명의 군인들 앞에서 처음으로 공연을 가졌다. 전쟁 이후에는 파리에서 연극과 마임을 공부했으며, 이후 60여년동안 전세계를 돌며 많은 공연을 펼쳤다. 이러한 공로를 인정받아 1998년 레지옹 도뇌르 오피시에 훈장을 받았으며, 에미상을 수상하였다.
1978년, 1994년, 1996년, 2003년에 대한민국을 방문했다.
또한 마이클 잭슨과는 오랜 친구로 지내며 잭슨의 댄스 스탭에 영향을 주었으며, 2007년 카오르에 있는 자택에서 세상을 떠났다.